# Шахри-Сухте
Ша́хри-Сухте́, в некоторых публикациях неверно Шахри-Сохте (перс. شهر سوخته‎, буквально «сожжённый город») — археологический памятник, представляющий собой останки городского поселения бронзового века, предположительно джирофтской культуры. Обнаружен в остане Систан и Белуджистан на юго-востоке Ирана на берегу реки Гильменд у дороги Захедан-Заболь. В 2014 включен в список Всемирного наследия ЮНЕСКО.

## Раскопки
Занимая площадь в 151 гектар, Шахри-Сухте относился к крупнейшим городам на заре человеческой цивилизации. Город возник около 3200 г. до н. э. Город прошёл в своём развитии четыре стадии, и подвергался сожжению три раза, прежде чем был окончательно покинут в 2100 г. до н. э. Останки города были обнаружены в 1967 г. С 1970 г. здесь постоянно проводят раскопки команды иранских и итальянских археологов, периодически публикуются сообщения о всё новых открытиях.

## Находки

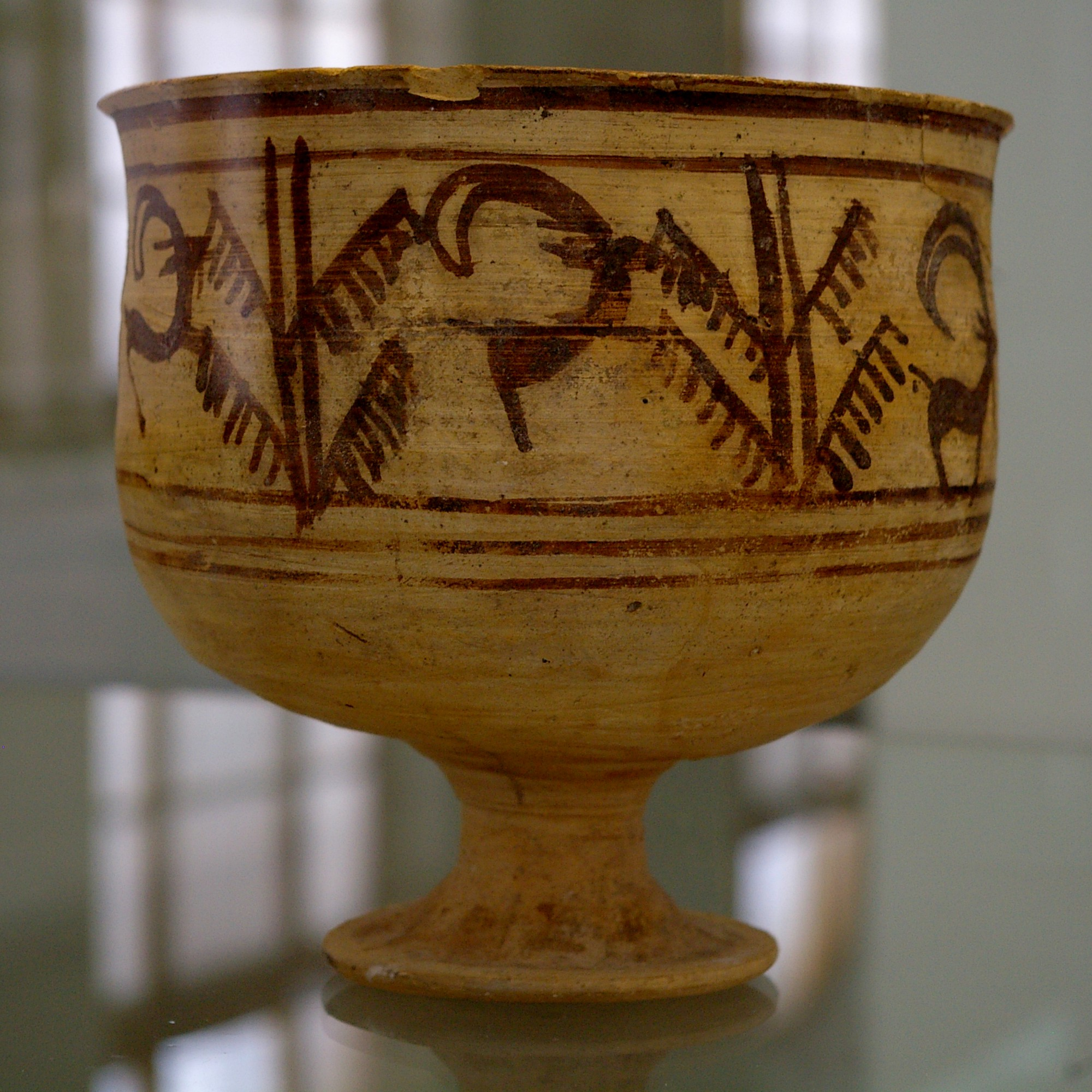
Кубок с «анимированными» изображениями

- В декабре 2006 г. археологи обнаружили здесь древнейший протез глазного яблока[4] полусферической формы, диаметром чуть более 2,5 см. Он выполнен из очень лёгкого материала, предположительно битумной пасты. Поверхность искусственного глаза покрыта тонким слоем золота, в центре его выгравирована окружность (изображающая радужную оболочку глаза) с золотыми линиями, расходящимися в виде лучей. Женские останки, рядом с которыми обнаружен искусственный глаз, имели рост 1,82 м — намного выше, чем для средней женщины того времени. С обеих сторон в искусственном глазу были просверлены тонкие отверстия, через которые продевалась золотая проволока, при помощи которой глаз закреплялся в глазнице. Микроскопические исследования обнаружили следы золотой проволоки, что говорит о том, что искусственный глаз постоянно использовался. Скелет датируется периодом около 2900—2800 гг. до н. э.[5]
- В ходе раскопок были обнаружены древнейшие принадлежности для триктрака, игральная кость и семена тмина вместе с многочисленными металлическими предметами (включая шлак и обломки котла).
- Среди прочих интересных объектов, найденных при раскопках — человеческий череп со следами трепанации и кубок из необожжённой глины с изображениями, которые можно истолковать как ранний образец анимации[6].

### Роль женщин
Ряд палеоантропологов полагают, что женщины-матери играли важную социальную и финансовую роль в Шахри-Сухте. В захоронениях ряда женщин, датируемых около 5000 лет назад, обнаружены резные украшения, изготовленные из речной гальки, которые, как предполагается, принадлежали только уважаемым гражданам города. Возможно, женщины использовали эти украшения для наложения печатей на важные документы, либо просто демонстрировали резные изображения для подчёркивания своего высокого статуса в обществе.

### Зубы как орудие труда
Палеоантропологические исследования 40 зубов, обнаруженных при раскопках некрополя Шахри-Сухте, показывают, что обитатели города использовали их как орудие труда при лозоплетении (для изготовления корзин, ковров, плетёной обуви и других подобных предметов). Следы подобного износа зубов отмечены как для мужских, так и для женских останков. Возможно, лозоплетение было одним из важнейших ремёсел города.

## Культурные особенности
Причины возвышения и упадка Шахри-Сухте пока остаются невыясненными. Особо примечательным является культурное несоответствие уровня развития города уровням соседних цивилизаций того времени, что затрудняет решение вопроса о происхождении данной цивилизации, об её предшественниках. В любом случае, это говорит о независимости развития данной цивилизации от тех, что существовали в Месопотамии.
Жители Шахри-Сухте обладали навыками как земледелия, так и ремёсел на достаточно высоком уровне. При этом до сих пор при раскопках не обнаружено никаких предметов оружия, что говорит о мирном характере данной цивилизации.

## Палеогенетика
У представителя джирофтской культуры I8728 (2600—2500 лет до н. э.) из Шахри-Сухте определена Y-хромосомная гаплогруппа J2a1a-L26 (J2a1a1b1a1a). У образца I11458 (Shahr_I_Sokhta_BA2, Grave 405, 3200—2100 лет до н. э.) определена Y-хромосомная гаплогруппа P. 8 геномов из Шахри-Сухте имели много общего с генетическим материалом женщины из Ракхигархи (Индия) и 3 геномами из Гонур-Депе (Туркменистан). Ни у одного из этих образцов не было свидетельств о происхождении, связанном с «анатолийскими земледельцами». У одного хараппского мигранта в Шахри-Сохте определили Y-хромосомную гаплогруппу H1a1d2 (в настоящее время в основном обнаружена в Южной Индии).